# Zlín Z-212
Zlín Z-212 byl československý jednomotorový sportovní a cvičný dvoumístný celodřevěný dolnoplošník z konce 30. let 20. století. Továrna ZLAS jej označovala jako letadlo pro sport, školení, průmysl a obchod. Zlín Z-212 byl následovníkem Z-XII (1935), od něhož se zvláště lišil použitým motorem a vyztuženým trupem.

## Vznik a vývoj

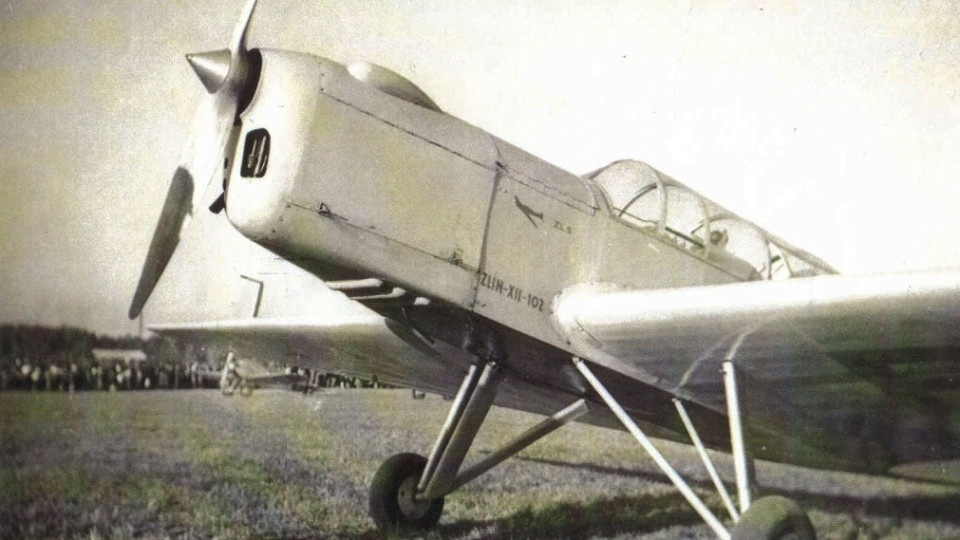
Zlín Z-XII (výr. č. 102, OK-BTB), motor Walter Mikron, "nultý" prototyp Z-212

Do Zlínské letecké akciové společnosti (ZLAS) založené J. A. Baťou nastoupil v únoru 1934 jako šéfkonstruktér Jaroslav Lonek. V koncepci svého posledního, soukromě postaveného letounu Lonek L-8 Ginette zpracoval projekt prvního letounu pro ZLAS, dvousedadlový dolnoplošník Zlín Z-XII. Přestože to byl jeho první projekt, tento letoun se stal komerčně nejúspěšnějším strojem, který Jaroslav Lonek pro ZLAS navrhl.
Druhý prototyp Z-XII, de facto "nultý" prototyp Z-212 (výr. č. 102, OK-BTB) byl osazen československým motorem Walter Mikron I. Toto provedení se stalo základem pro zdokonalenou verzi Z-212, která v sériovém provedení byla osazena motorem Walter Mikron 4-II o jmenovitém výkonu 45 kW/60 k a ale byla vyráběna až od roku 1938. "Nultému" prototypu byla přidělena imatrikulace 7. listopadu 1935.
Motor Walter Mikron I se ještě objevil na 13. vyrobeném letounu Z-XII, který od 1. července 1936 létal s imatrikulací OK-BTM. Motor svým výkonem znamenal značnou vzpruhu pro Z-XII, ale do sériové výroby tento letoun uzrál až v roce 1938. První letoun s označením Z-212 (výr. č. 1) byl zaregistrován do leteckého rejstříku 3. prosince 1938 s imatrikulací OK-LZZ. Poslední ze sériových letounů Z-212 byly určeny pro Slovenský štát a byly dokončeny 29. prosince 1939. Je však pravdou, že ZLAS inzeroval tento letoun ještě na počátku roku 1940.
Tato komerčně a sportovně úspěšná letadla byla pouze jednou představena veřejnosti na leteckých výstavách či aerosalonech. Vzhledem k napjaté situaci před druhou světovou válkou byl letoun vystaven pouze na II. Mezinárodní letecké výstavě v Bruselu, která se konala koncem roku 1939. Letoun Z-212 byl vystaven v expozici Protektorátu Čechy a Morava.
Celkem bylo za pouhé dva roky výroby (1938-1939) bylo postaveno 51 letadel Z-212, které byly poháněny invertním řadovým čtyřválcovým motorem se vzduchovým chlazením Walter Mikron II. V československém leteckém rejstříku byly imatrikulovány pouze 3 letadla (OK-LZZ, OK-ZAD/výr. č. 2, zapsán 10.1.1939 a OK-ZAE/výr. č. 16, zapsán až 5.5.1939), ostatní byly exportovány do řady evropských zemí, např. na Slovensko, do Maďarského království atd.. Tento typ Z-212 byl poslední prací Jaroslava Lonka pro továrnu ZLAS. Pro určité neshody s vedením závodu společnost ZLAS v dubnu 1938 opustil, vlastní sériové výroby se už nedočkal a vrátil se do Pardubic.
Na tento typ Z-212 se pokusil později navázat konstruktér ing. Karel Tomáš, který po obsazení Studénky přišel do Otrokovic (tehdy ještě Baťov) z Tatry, návrhy letounů Z-212 Rek a Z-312. Tyto letouny se však do výroby nedostaly. Výroba Z-212 probíhala po okupaci Česko-Slovenska pod německým dohledem. Za války byly ve Zlíně (Zlínské letecké závody, Zliner Flugzeugwerke AG) vyráběny německé letouny Klemm Kl 35 (1939-1942, po válce používány s vojenským označením C-1) a Bücker Bü 181 (1942-1945, po válce vyráběn jako Zlín Z-181/Z-281/Z-381, vojenské ozn. C-6, C-106, C-206 ).

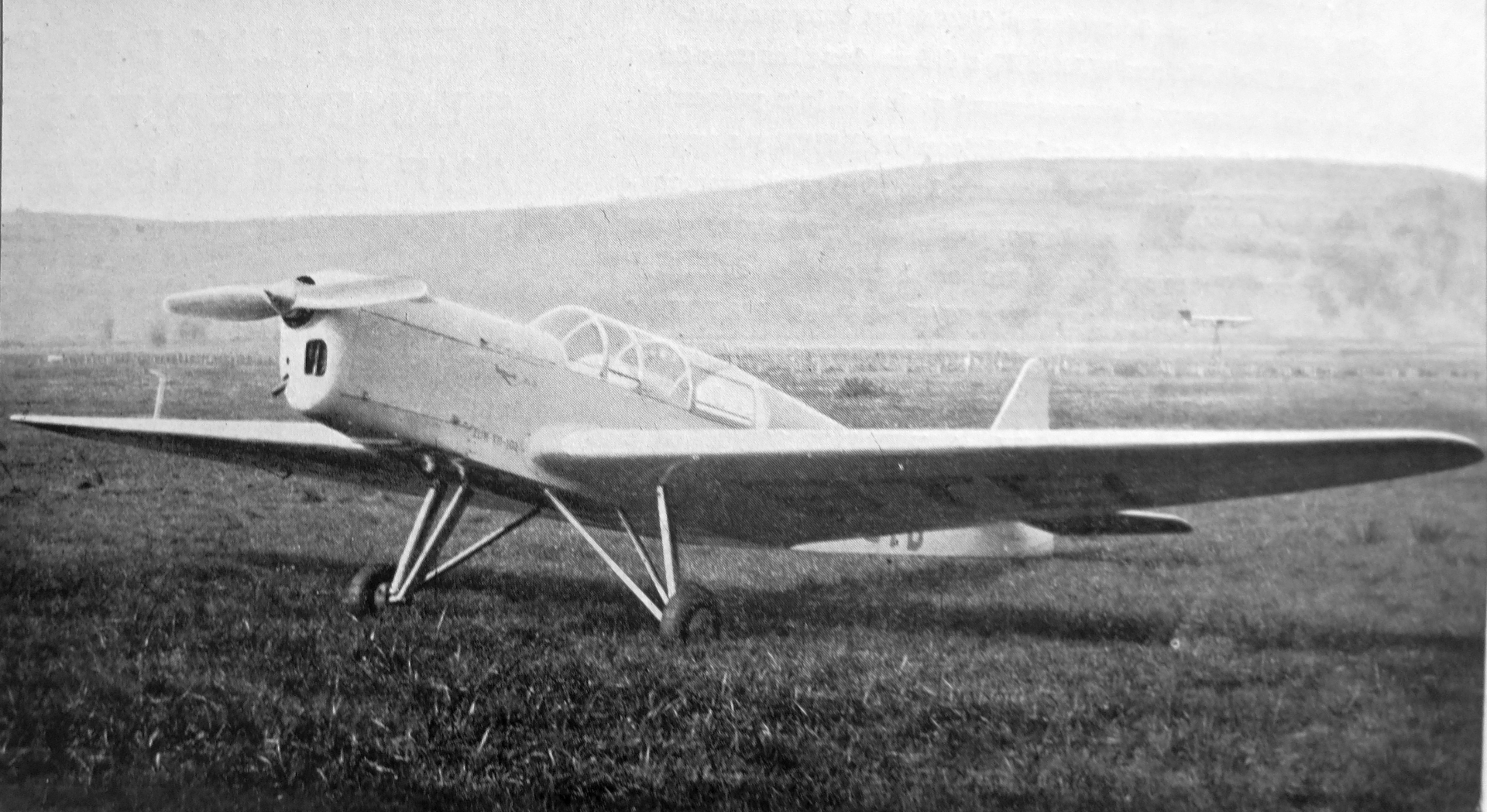
Walter Mikron a Zlín Z-XII, "nultý" prototyp Z-212 (OK-BTB, 1935)

## Popis letounu
Z-212 byl dvoumístný jednomotorový samonosný dolnoplošník s pevným záďovým podvozkem s uzavřenými prostory osádky. Lišil se od Z-XII změněnými rozměry trupu a křídla (byl mírně menší), pohonnou jednotkou a přístrojovou deskou v předním pilotním prostoru dodávanou pouze na přání. Obvykle však byl přední kokpit určen pouze pro pasažéra.
Letoun se vyznačoval se štíhlým trupem s celodřevěnou kostrou a překližkovým potahem. Překližkový potah byl rovněž použit na celodřevěných křídlech. Samonosné dřevěné křídlo bylo ze dvou samostatných částí, které byly spojeny v jeden celek uvnitř trupu. Po délce se jeho profil mírně zužoval jak v hloubce, tak v profilu. Konce křídla byly zaoblené. Výškové a směrové kormidlo bylo dřevěné, částečné dýhované a potažené plátnem. Stabilizační plocha byla stavitelná na zemi. Pouze pohyblivé ocasní plochy měly plátěný potah. Motorové krycí plechy byly vyrobeny ze slitiny hliníku. Dělený podvozek s rozchodem kol 2,0 m byl opatřen odpérovanými vzpěrami, jejichž hlavní část tvořily ocelové pružiny a s pryžovými vložkami. Použitá kola podvozku byla obuta pneumatikami Baťa.
Dvoumístná kabina se sedadly v tandemovém uspořádání byla vybavena zpravidla jedním řízením, zdvojené řízení se montovalo pouze na přání zákazníka. Kabina byla kryta odsouvatelnými průhlednými kryty. Za zadní sedadlem byl prostor pro zavazadla.

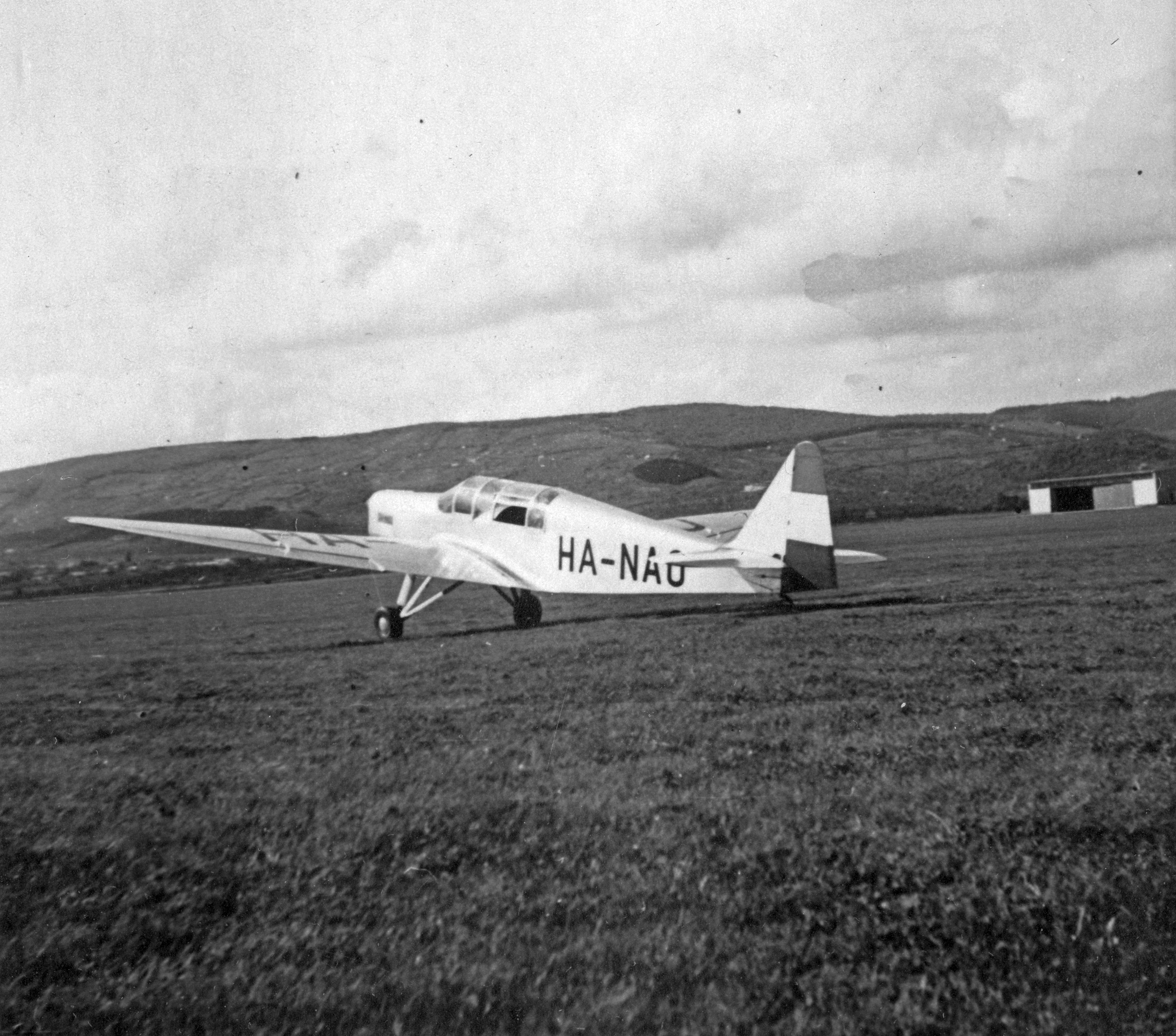
Zlín Z-212 (HA-NAO, 1940)

## Použití
Z-212 sloužily jednak k výcviku v pilotních školách, jednak k udržování pilotů ve výcviku, v Aeroklubu RČs. a jeho pobočkách a v Masarykově letecké lize (MLL). A také v československém letectvu, kde typ dostal označení Z.12.(stejné označení pro oba typy Z-XII a Z-212)
V době zářijové všeobecné mobilizace v roce 1938 byly tyto letouny zařazeny v kurýrních letkách. Podle soupisu letecké techniky MNO k 5. listopadu 1938 evidovalo československé letectvo 16 strojů Z.12, vždy po jednom u Leteckých pluků 1-3 a ostatní byly uskladněny. Do března 1939 se jejich počet zvýšil díky převodům od civilních uživatelů (především od MLL) na 32 letounů. Některé ze zabavených letounů Luftwaffe byly Němci prodány jejich válečnému spojenci, do Maďarského království. Němci na československých letištích a ve vojenských skladech zabrali kolem 30 letounů Z.12 (Z-XII, Z-212). Další stroje zabavili v aeroklubech a MLL. Luftwaffe v květnu 1940 měla ve stavu 76 letounů Z-XII a 50 Z-212. Byly využívány jako kurýrní stroje a pro kondiční, cvičné létání především u německé letecké organizace NSFK (Národně-socialistický letecký sbor, Nationalsocialistische Fliegerkorps), ale také u FFS A/B 63, která působila na letištích v Mariánských Lázních a Karlových Varech (např. Z-212, PF+OM, GH+AN) Německá Luftwaffe provozovala Z-XII a Z-212 do roku 1943. Jeden Z-212 byl zajat Američany na konci druhé světové války. Později byl využíván pro vyhlídkové lety.
Repliky těchto úspěšných strojů jsou stavěny i v současné době, např. ultralight Z-XII UL s imatrikulací OK-KUD 07 postavený v roce 2005. Tento bleděmodrý Z-XII je označen původní imatrikulací OK-BTB, jakou měl "nultý" prototyp Z-212 (výr. č. 102) s motorem Walter Mikron.

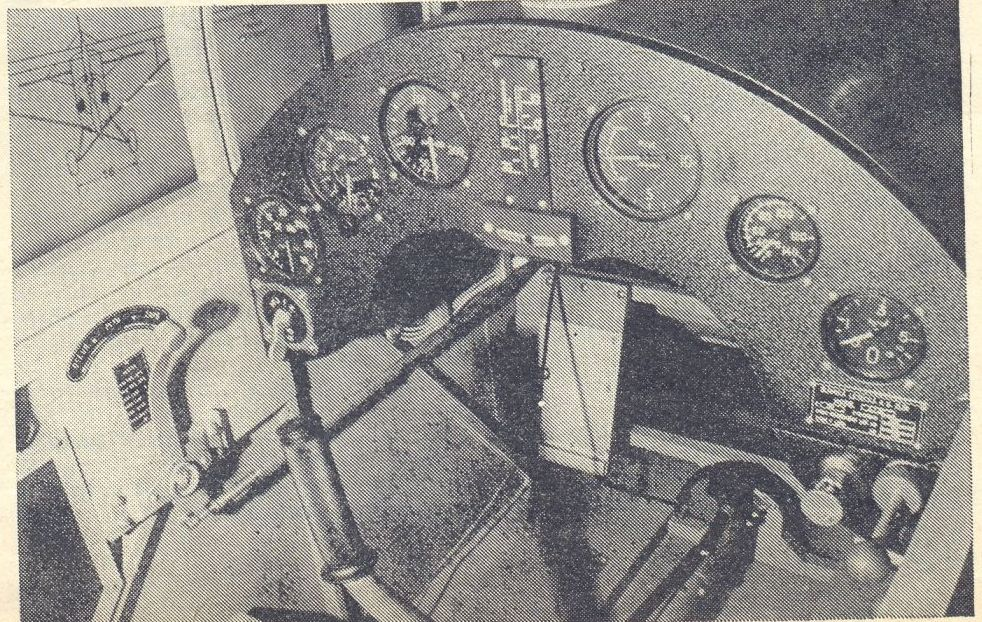
Zlin Z-XII/Z-212 kokpit

## Uživatelé
- Československo
  - Aeroklub Republiky Československé
  - Československé letectvo
- Maďarské království
- Německá říše
  - Luftwaffe
- Slovensko
  - Slovenský letecký sbor (SLeS)

## Specifikace
Údaje platí pro Z-212 s motorem Walter Mikron 4-II

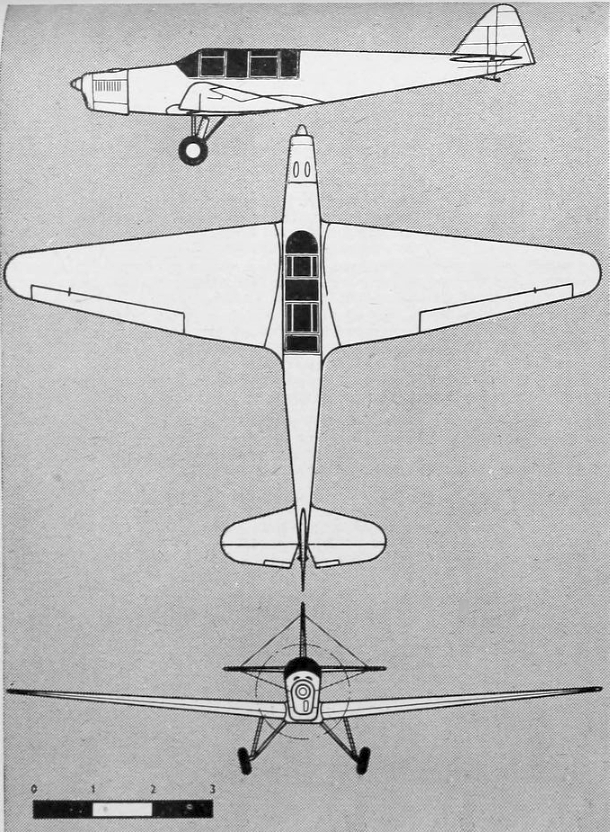
Zlín Z-212 (skica)

### Technické údaje
- Osádka: 1 pilot
- Kapacita: 1 cestující
- Rozpětí: 9,90 m
- Délka: 7,20 m
- Výška: 1,80 m
- Nosná plocha: 12,00 m2
- Plošné zatížení: 43,50 kg/m2
- Hmotnost prázdného letadla: 290 kg
- Vzletová hmotnost: 520 kg
- Pohonná jednotka: invertní řadový čtyřválcový motor se vzduchovým chlazením Walter Mikron 4-II.
  - vzletový, maximální výkon: 48 kW/65 k při 2800 ot/min
  - nominální, jmenovitý výkon: 44 kW/60 k při 2600 ot/min
- Vrtule: dvoulistá, dřevěná s pevným nastavením

### Výkony
- Maximální rychlost: 165 km/h
- Cestovní rychlost: 140 km/h
- Přistávací rychlost: 75 km/h
- Výstup na 1000 m: 12 min
- Praktický dostup: 4200 m
- Dolet: 300 km